# José Canseco
José Canseco Capas, Jr. (L'Avana, 2 luglio 1964) è un ex giocatore di baseball cubano naturalizzato statunitense, noto anche per essere il fratello gemello di Ozzie Canseco.

## Carriera

### Biografia
Canseco e la sua famiglia hanno lasciato Cuba con i cugini, mentre lui e suo fratello erano ancora bambini. Si sono trasferiti negli Stati Uniti e José e Ozzie sono cresciuti nell'area di Miami e si sono diplomati alla Miami Coral Park High School. Canseco non ha dovuto frequentare il college per diventare un giocatore professionista, poiché è stato scelto nel draft del 1982 dagli Oakland Athletics.

### Oakland Athletics
Nel 1985, Canseco ha vinto il premio Baseball America Minor League Player of the Year (giocatore dell'anno delle leghe minori) ed è stato chiamato in Major League Baseball (MLB) dagli Oakland Athletics per la parte conclusiva della stagione, in cui ha giocato 29 partite. Nel campionato successivo si è affermato, giocando 157 partite sulle 162 della stagione regolare, è stato premiato come Rookie of the Year (matricola dell'anno) per l'American League, grazie ai 33 fuoricampo e le 144 valide.
Nel 1988, Canseco è stato il primo giocatore a raggiungere 40 fuoricampo e 40 basi rubate in una sola stagione. Gli Oakland Athletics quell'anno sono arrivati a giocare le World Series, ma hanno perso contro i Los Angeles Dodgers in cinque incontri. Canseco è stato nominato, all'unanimità, MVP dell'American League della stagione regolare, grazie ad una media battuta di .307, 124 punti battuti a casa, 187 valide, 42 home run e 40 basi rubate.
Nel 1989 Canseco ha saltato buona parte della stagione a causa di un infortunio, giocando la prima partita il 13 luglio e disputando 65 incontri su 162 in regular season. Ha dato comunque il suo contributo alla vittoria delle World Series da parte degli Oakland Athletics, che hanno sconfitto i San Francisco Giants in quattro partite. Le World Series, in quell'anno, sono state interrotte prima della terza partita a causa del terremoto di Loma Prieta del 17 ottobre, e riprese dopo una sospensione di dieci giorni.
Nel 1990 Canseco ha disputato 131 partite su 162 nella stagione regolare. Gli Oakland A's hanno raggiunto ancora una volta le World Series, ma sono stati sconfitti dai Cincinnati Reds in quattro incontri. Canseco ha battuto 44 fuoricampo nel 1991.

### Texas Rangers
Nel 1992 Canseco è stato ceduto ai Texas Rangers durante la stagione, in cambio di Rubén Sierra, Jeff Russell e Bobby Witt.
Il 26 maggio 1993, il giocatore dei Cleveland Indians Carlos Martínez ha battuto una palla alta che è rimbalzata sulla testa di Canseco per poi uscire, diventando un fuoricampo. Dopo l'incidente, gli Harrisburg Heat gli hanno offerto un contratto calcistico.

### Ultime stagioni
Canseco ha avuto un'altra stagione positiva nel 1998, con 46 fuoricampo e 29 basi rubate, sua seconda miglior prestazione stagionale in carriera dopo le 40 di dieci anni prima. In quell'anno ha giocato per i Toronto Blue Jays.
Si è poi trasferito ai Tampa Bay Devil Rays, dove nel 1999 è stato votato per partecipare all'All-Star Game, e ha chiuso la stagione con 34 fuoricampo in 113 partite. Nell'agosto 2000 è stato poi ingaggiato dai New York Yankees, dove ha giocato alcune partite nel finale di stagione, tra cui gara 4 delle World Series contro i New York Mets.
Nel 2001, dopo essere stato svincolato dai Los Angeles Angels of Anaheim prima dell'inizio del campionato, ha trascorso metà stagione con i Newark Bears, nell'indipendente Atlantic League, fino a giugno, quando è stato acquistato dai Chicago White Sox.
Nel 2002 Canseco ha firmato per i Montreal Expos, ma è stato svincolato prima dell'inizio della stagione. La sua ultima partita giocata in MLB è stata contro i Minnesota Twins del 6 ottobre 2001.
In carriera José Canseco ha battuto 462 fuoricampo, e si è aggiudicato quattro premi Silver Slugger: tre come miglior esterno offensivo e uno come battitore designato.

### Carriera nelle leghe indipendenti
Nel 2006 Canseco ha giocato nella Golden Baseball League, per una sola partita nei San Diego Surf Dawgs, e per altre 21 nei Long Beach Armada. Negli anni successivi ha giocato anche in altre squadre di leghe indipendenti: i Laredo Broncos della United Baseball League, gli Yuma Scorpions della North American League e i Worcester Tornadoes della Canadian-American Association.

## Steroidi
Nel 2005, Canseco ha ammesso l'utilizzo di steroidi anabolizzanti assieme a Jorge Delgado, Damaso Moreno e Manuel Collado in una autobiografia, Juiced: Wild Times, Rampant 'Roids, Smash Hits & How Baseball Got Big. Canseco ha anche aggiunto che l'85% dei più forti giocatori di baseball ha fatto uso di doping. Nel libro, ha fatto il nome di ex compagni di squadra come Mark McGwire, Jason Giambi, Rafael Palmeiro Iván Rodríguez e Juan González.
Il 13 dicembre 2007 Canseco e Delgado sono stati citati nel Rapporto Mitchell sull'uso di steroidi nel baseball.
Nel 2008 Canseco ha pubblicato il seguito del suo libro, intitolato Vindicated, in cui ha continuato a parlare dell'uso di steroidi nel baseball.

## Successivamente al baseball
Mentre è stato ancora un giocatore, ha partecipato come guest star in un episodio de I Simpson, intitolato Homer alla battuta, e in uno di Nash Bridges. Dal suo ritiro, è apparso al David Letterman Show, 60 Minutes, The Big Idea with Donny Deutsch, The Howard Stern Show, Jimmy Kimmel Live!, CMI: The Chris Myers Interview e Kathy Griffin: My Life on the D-List. Nel 2003, è stato incluso nel reality show speciale su Jenna Jameson, assieme a Dennis Rodman e Magic Johnson. È stato nel cast dello show The Surreal Life.
Il 26 maggio 2009 Canseco ha debuttato nelle competizioni di arti marziali miste, perdendo l'incontro contro Hong Man Choi, un atleta di 2,18 metri per 172 kg di peso.

## Vita privata
Ad ottobre 2001 i fratelli Canseco sono stati coinvolti in una rissa con due uomini in un nightclub di Miami Beach.

## Curiosità
Viene citato dal rapper Ghemon nella canzone "Fantasmi pt.2".
Nel maggio 2019 è presente su Netflix il film musicale The Unauthorized Bash Brothers Experience, in cui i due giocatori di baseball Jose Canseco e Mark McGwire rievocano gli episodi della loro vita in brani in stile rap anni 80.
Viene più volte citato nel film del 1997 Bugiardo bugiardo in quanto idolo del figlio del protagonista.